# 雷公鹅耳枥
雷公鹅耳枥（学名：Carpinus viminea）为桦木科鹅耳枥属的植物。分布在尼泊尔、印度、中南半岛以及中国大陆的江西、西藏、江苏、福建、云南、湖北、浙江、四川、湖南、安徽、贵州、广西等地，生长于海拔700米至2,600米的地区，一般生于山坡杂木林中，目前尚未由人工引种栽培。

## 别名
雷公枥（中国树木分类学）

## 异名
- Carpinus fargesii Franch.
- Carpinus fargesii Franch. var. latifolia S. Y. Wang et C. L. Chang
- Carpinus viminea Wall. var. chiukiangensis Hu